# 上本茂基
上本 茂基（うえもと しげき、1983年9月1日 - ）は、日本のラグビー選手。

## プロフィール
- 福岡県出身[1]。
- ポジションはナンバーエイト(No.8)。
- 身長 175cm、体重 90kg
- ニックネームはウエモト。
- 7人制日本代表に選ばれたことがある[2]。

## 略歴
ラグビーを始めたきっかけは家の近くにラグビースクールがあったことから。
2002年、北九州高校卒業後、福岡大学に入る。
2006年、福岡大学卒業後、コカ・コーラウエストレッドスパークス（現・コカ・コーラレッドスパークス）に加入。同年12月23日に行われたジャパンラグビートップリーグ第11節のリコーブラックラムズ戦にて先発出場で公式戦初出場を果たす。
2017年、コカ・コーラレッドスパークスを退団した。